# Петровский сельсовет (Измалковский район)
Петровский сельсовет — сельское поселение в Измалковском районе Липецкой области Российской Федерации.
Административный центр — деревня Ясенок.

## История
Статус и границы сельского поселения установлены Законом Липецкой области от 23 сентября 2004 года № 126-ОЗ «Об установлении границ муниципальных образований Липецкой области»

## Население
| 2010  | 2012  | 2013  | 2014  | 2015  | 2016  | 2017  |
| ----- | ----- | ----- | ----- | ----- | ----- | ----- |
| 1359  | ↘1342 | ↘1318 | ↘1305 | ↘1293 | ↘1279 | ↗1316 |
| 2018  | 2021  |       |       |       |       |       |
| ↘1267 | ↘1212 |       |       |       |       |       |

## Состав сельского поселения
| №  | Населённый пункт  | Тип населённого пункта          | Население |
| -- | ----------------- | ------------------------------- | --------- |
| 1  | Архангельское 1-е | деревня                         | 4         |
| 2  | Архангельское 2-е | деревня                         | 0         |
| 3  | Ачкасова          | деревня                         | 2         |
| 4  | Васильевка        | деревня                         | 6         |
| 5  | Дубки             | деревня                         | 7         |
| 6  | Ивановка 2-я      | деревня                         | 6         |
| 7  | Калиновка         | деревня                         | 0         |
| 8  | Каменка           | деревня                         | 30        |
| 9  | Кошкино           | деревня                         | 139       |
| 10 | Кудияровка 1-я    | деревня                         | 93        |
| 11 | Кудияровка 2-я    | деревня                         | 32        |
| 12 | Лопатино          | железнодорожная станция         | 34        |
| 13 | Николаевка        | деревня                         | 19        |
| 14 | Никольское        | деревня                         | 7         |
| 15 | Никольское 2-е    | деревня                         | 15        |
| 16 | Панкратовка       | деревня                         | 669       |
| 17 | Петровское        | село                            | 53        |
| 18 | Пироговка         | деревня                         | 14        |
| 19 | Привольный        | посёлок                         | 0         |
| 20 | Сосновая          | деревня                         | 8         |
| 21 | Федоровка         | деревня                         | 5         |
| 22 | Ясенок            | деревня, административный центр | 216       |
| 23 | Ясенок 2-й        | деревня                         | 0         |

### Упразднённые населённые пункты
Дубровка — упразднённая в 2001 году деревня.